# 遠藤正敬
遠藤 正敬（えんどう まさたか、1972年 - ）は、日本の政治学者。

## 略歴
千葉県野田市生まれ。2009年早稲田大学大学院政治学研究科博士課程修了、「近代日本の植民地統治における国籍と戸籍 「日本人」の画定における政治性」で博士（政治学）。2014年より早稲田大学台湾研究所非常勤次席研究員。2017年『戸籍と無戸籍』でサントリー学芸賞受賞。専門は政治と戸籍および国籍。

## 著書
- 『近代日本の植民地統治における国籍と戸籍 満洲・朝鮮・台湾』明石書店 2010
- 『戸籍と国籍の近現代史 民族・血統・日本人』明石書店 2013
- The State Construction of 'Japaneseness': The Koseki Registration System in Japan. Melbourne: Trans Pacific Press.
- 『戸籍と無戸籍 「日本人」の輪郭』人文書院 2017
- 『天皇と戸籍　─「日本」を映す鏡』筑摩書房 2019
- 『犬神家の戸籍 -「血」と「家」の近代日本-』青土社 2021

## 論文
- <遠藤正敬